# Montarlot
Montarlot és un antic municipi i actual municipi delegat francès, situat al departament de Sena i Marne i a la regió de Illa de França. L'any 2007 tenia 205 habitants.
Va desaparèixer a finals del 2015 al unir-se al municipi de Moret Loing et Orvanne i Épisy i crear Moret Loing et Orvanne.

## Demografia

### Població
El 2007 la població de fet de Montarlot era de 205 persones. Hi havia 92 famílies, de les quals 24 eren unipersonals (8 homes vivint sols i 16 dones vivint soles), 44 parelles sense fills i 24 parelles amb fills.
La població ha evolucionat segons el següent gràfic:
Habitants censats

### Habitatges
El 2007 hi havia 111 habitatges, 91 eren l'habitatge principal de la família, 10 eren segones residències i 10 estaven desocupats. 108 eren cases i 2 eren apartaments. Dels 91 habitatges principals, 77 estaven ocupats pels seus propietaris, 12 estaven llogats i ocupats pels llogaters i 2 estaven cedits a títol gratuït; 1 tenia una cambra, 2 en tenien dues, 14 en tenien tres, 32 en tenien quatre i 42 en tenien cinc o més. 76 habitatges disposaven pel capbaix d'una plaça de pàrquing. A 38 habitatges hi havia un automòbil i a 49 n'hi havia dos o més.

### Piràmide de població
La piràmide de població per edats i sexe el 2009 era:
| Homes | Edats   | Dones |
| ----- | ------- | ----- |
| 0     | 95 o +  | 0     |
| 0     | 90 a 94 | 0     |
| 0     | 85 a 89 | 4     |
| 4     | 80 a 84 | 0     |
| 4     | 75 a 79 | 4     |
| 8     | 70 a 74 | 8     |
| 4     | 65 a 69 | 0     |
| 4     | 60 a 64 | 12    |
| 8     | 55 a 59 | 12    |
| 12    | 50 a 54 | 8     |
| 4     | 45 a 49 | 4     |
| 8     | 40 a 44 | 4     |
| 12    | 35 a 39 | 16    |
| 0     | 30 a 34 | 4     |
| 4     | 25 a 29 | 12    |
| 0     | 20 a 24 | 8     |
| 0     | 15 a 19 | 4     |
| 4     | 10 a 14 | 4     |
| 8     | 5 a 9   | 0     |
| 0     | 0 a 4   | 4     |

## Economia
El 2007 la població en edat de treballar era de 141 persones, 103 eren actives i 38 eren inactives. De les 103 persones actives 96 estaven ocupades (46 homes i 50 dones) i 7 estaven aturades (1 home i 6 dones). De les 38 persones inactives 23 estaven jubilades, 12 estaven estudiant i 3 estaven classificades com a «altres inactius».

### Ingressos
El 2009 a Montarlot hi havia 100 unitats fiscals que integraven 248,5 persones, la mediana anual d'ingressos fiscals per persona era de 22.490 €.

### Activitats econòmiques
Dels 4 establiments que hi havia el 2007, 1 era d'una empresa de comerç i reparació d'automòbils, 1 d'una empresa de serveis i 2 d'empreses classificades com a «altres activitats de serveis».
L'any 2000 a Montarlot hi havia 3 explotacions agrícoles que ocupaven un total de 255 hectàrees.

## Equipaments sanitaris i escolars
El 2009 hi havia una escola elemental.

## Poblacions més properes
El següent diagrama mostra les poblacions més properes.